# Epidendrum cuyujense
Epidendrum cuyujense là một loài thực vật có hoa trong họ Lan. Loài này được Hágsater & Dodson mô tả khoa học lần đầu tiên vào năm 2001.